# Михеев, Сергей Михайлович
Сергей Михайлович Михеев (18 июня 1926 года, село Самара — 13 декабря 2008 года, Москва) — директор Электрохимического завода. Лауреат Государственной премии СССР.

## Биография
Родился 18 июня 1926 года в Самаре. Трудовую деятельность начал на электрохимическом заводе в Красноярске-45. Окончил вечернее отделение филиала Московского инженерно-физического института. Участвовал в пуске газодиффузионного завода. Был директором объекта № 57 Министерства среднего машиностроения СССР. 11 августа 1978 года назначен директором Электрохимического завода. При его руководстве завод в 1980 году был признан победителем социалистического соревнования среди родственных предприятий. В 1984 году на заводе была принята первая очередь автоматизированной системы управления технологической схемы.
В ноябре 1989 года вышел на пенсию и переехал в Москву.

## Награды
- Орден Ленина
- Орден Знак «Почёта»
- Орден Трудового Красного Знамени — дважды
- Медаль «За трудовое отличие»
- Медаль «За трудовую доблесть»
- Медаль «В ознаменование 100-летия со дня рождения Владимира Ильича Ленина»
- Государственная премия СССР — за разработку проекта и строительство Среднеуральского машиностроительного завода.